# Siseta cendrosa
La siseta cendrosa (Xenus cinereus) és un ocell limícola de la família dels escolopàcids (Scolopacidae) que cria a rius tranquils, aiguamolls, estanys i llacs, des de Finlàndia, a través del nord de Rússia i nord de Sibèria fins Txukotka, arribant cap al sud fins a Rússia central i la zona del Llac Baikal. Durant la migració és freqüent a badies i aiguamolls. Passa l'hivern a la costa de gran part de les terres de l'oceà Índic. És l'única espècie del gènere Xenus.